# الطاقة النووية في تركيا
لا تمتلك تركيا محطات طاقة نووية ولكن من المتوقع أن يتم تشغيل أول محطة في عام 2023. بالإضافة إلى ذلك، أعلنت الحكومة عن نيتها في بناء ثلاث محطات طاقة نووية إضافية بأربعة مفاعلات في كل منها، بحيث يصبح مجموع الطاقة الناتجة عن المفاعلات 100 جيجاوات بحلول عام 2030.

## التنظيم والسياسة
في عام 2007، أقر البرلمان مشروع قانون يتعلق ببناء وتشغيل محطات الطاقة النووية وبيع الكهرباء الخاصة بها. كما يتناول أيضًا إدارة النفايات وإيقاف التشغيل، ويوفر حسابًا وطنيًا للنفايات المشعة وحساب إيقاف التشغيل، والذي سيدفعه المولّدون تدريجياً.
أوصت الوكالة الدولية للطاقة الذرية بسن قانون بشأن الطاقة النووية ينشئ هيئة تنظيمية مستقلة ويضع سياسة وطنية تغطي مجموعة واسعة من القضايا، فضلاً عن زيادة تطوير الموارد البشرية المطلوبة.

## محطة أكويو للطاقة النووية
في مايو 2010، وقعت روسيا وتركيا اتفاقية تقضي بأن تقوم شركة تابعة لشركة روس آتوم ببناء وتملك وتشغيل محطة طاقة في أكويو تضم أربعة وحدات وتنتج 1200 ميغاواط. بدأ بناء المفاعل الأول في أبريل 2018. في فبراير 2013، وقعت شركة الإنشاءات النووية الروسية (ASE) وشركة البناء التركية Özdoğu عقد إعداد الموقع لمحطة Akkuyu للطاقة النووية المقترحة. يشمل العقد أعمال الحفر في الموقع.
أقيم حفل الإطلاق الرسمي في أبريل 2015، ومن المتوقع أن تكتمل الوحدة الأولى في عام 2023.
وستكون أول محطة للطاقة النووية يتم بناؤها وامتلاكها وتشغيلها.

## محطة الطاقة النووية سينوب
في 3 مايو 2013، وقع رئيس الوزراء التركي آنذاك رجب طيب أردوغان ونظيره الياباني شينزو آبي صفقة تزيد قيمتها عن 22 مليار دولار أمريكي لبناء محطة سينوب للطاقة النووية التي كان من المفترض أن ينفذها مشروع مشترك بين شركة ميتسوبيشي اليابانية للصناعات الثقيلة وآرافا الفرنسية. تم استخدام أربعة مفاعلات (Atmea) لدخول الخدمة من عام 2023 إلى 2028.
في عام 2018، تم التخلي عن المشروع بسبب تضاعف تكاليف البناء تقريبًا إلى حوالي 44 مليار دولار، ويرجع ذلك إلى حد كبير إلى تحسينات السلامة بعد كارثة فوكوشيما وانخفاض قيمة الليرة التركية.

## محطة إجنادا للطاقة النووية
أعلن وزير الطاقة والموارد الطبيعية التركي، تانر يلدز، أن الحكومة تعمل على خطط المحطة النووية الثالثة، والتي من المقرر بناؤها بعد عام 2023 تحت إدارة مهندسين أتراك.
في أكتوبر 2015 تم الإعلان عن اختيار إينيدا ليكون الموقع الثالث. سيتم استيراد المعدات اللازمة من شركة كهرباء ويستينغهاوس ومقرها الولايات المتحدة في شكل جهازي AP1000 واثنين من CAP1400.

## حركة مناهضة للأسلحة النووية
كانت هناك احتجاجات مناهضة للأسلحة النووية في الماضي، على سبيل المثال في أبريل 2006، تسببت خطط بناء مفاعل نووي في شبه جزيرة إنسي في مظاهرة كبيرة مناهضة للأسلحة النووية في مدينة سينوب التركية. عارضت منظمة السلام الأخضر، التي أعربت عن مخاوفها بشأن الزلازل وقدرة السلطات على حماية الناس. هناك مخاوف من عدم اختيار أي موقع للتخلص من النفايات.